# Kawaler (tytuł szlachecki)
Kawaler (także Rycerz) – łac. Equitus, Eques, franc. chevalier, ang. knight, niem. Ritter – tytuł niższej szlachty, zazwyczaj stojący tylko powyżej szlachty nieutytułowanej.

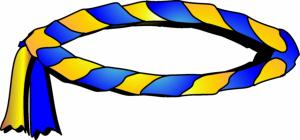
Przepaska - tortillon bannereta

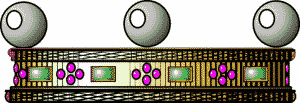
Korona włoskiego dziedzicznego kawalera

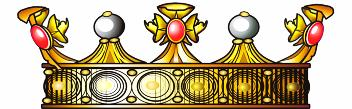
korona szlachecka

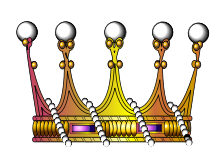
belgijska korona kawalera

We wszystkich językach źródłosłów wskazuje na związek z koniem, z jazdą konną, ponieważ tytuł wywodzący się ze średniowiecza był używany jako podkreślenie rycerskiego pochodzenia szlachty.
W niektórych monarchiach tytuł kawalera otrzymywało się automatycznie przy przyjęciu do orderu odpowiedniej rangi. Jest to wciąż praktykowane we współczesnych monarchiach, np. w Wielkiej Brytanii, gdzie osoby przyjęte do najwyższych wedle precedencji orderów, w stopniach najwyższej rangi, otrzymują  tytuł rycerza lub damy (ang. Knight, Knight Bachelor, Dame). Tym rodzajem tytułu zaszczycani są często zasłużeni przedstawiciele świata kultury i sztuki (np. Paul McCartney, Anthony Hopkins), nauki, polityki, działacze społeczni i inni. Tytuł rycerski nie jest w Wielkiej Brytanii zaliczany do tytułów szlacheckich (Peerage). Dotyczy to również dziedzicznego tytułu rycerskiego (baroneci i nieliczna grupa dziedzicznych rycerzy). Dziedzicznym i niedziedzicznym rycerzom brytyjskim przysługuje przedimek sir przed imieniem i nazwiskiem lub przed samym imieniem. Kobiety posiadające tę godność tytułuje się damą (Dame).
W królestwie Francji kawaler – chevalier będąc najniższym tytułem szlacheckim, był też stosowany jako tytuł grzecznościowy, często nawet wobec członków rodów arystokratycznych. Wyższym stopniem kawalera była godność bannereta, mającego prawo prowadzić do boju własny oddział pod swoim proporcem. Tytuł banneret występuje też w Wielkiej Brytanii, jako knight banneret, tytuł wyższy od knight bachelor.
Tytuł kawalera (chevalier) został przyjęty również w Cesarstwie Francuskim przez Napoleona.
W okresie napoleońskim tytuł ten, dziedziczny, otrzymało kilkudziesięciu Polaków, głównie zasłużonych żołnierzy Wojsk Polskich (np. Benedykt Zielonka, pułkownik WP).
W cesarstwach Austrii i Niemiec kawaler – Ritter nie miał specjalnej korony, w herbie używano zwykłej korony szlacheckiej. Dla podkreślenia wyższej niż ogół szlachty godności stosowano często udostojnienia herbu, zwykle przez podział tarczy herbowej i zastosowanie dwóch hełmów heraldycznych. W Polsce okresu nowożytnego, wobec postulowanej równości właściwego stanu szlacheckiego i wobec zaniku rycerstwa jako odrębnej kategorii prawnej (część rycerstwa weszła w szeregi szlachty), ogół szlachty określano ze względów prestiżowych stanem rycerskim, kawalerami lub z łacińska ekwitami. Jednak inne dokumenty nazywają szlachtę właściwą wyraźnie nobilitas, a czasem wręcz barones regni. Dlatego, jeśli szukać na gruncie polskim realnego odpowiednika zagranicznych rang kawalerskich, to należy się go raczej doszukiwać w średniowiecznym niższym rycerstwie (wyodrębnionym prawnie) lub w nowożytnych skartabellach czy np. equites aurati, a także w kawalerach orderowych (jak w Anglii, tyle że oczywiście w Polsce, podobnie jak w Anglii, nie dotyczy to wszystkich orderów) i w niższej szlachcie kreowanej podczas zaborów, np. z rangą kawalerską Ritterstand w Galicji.